# Heinrich von Preußen (1781–1846)

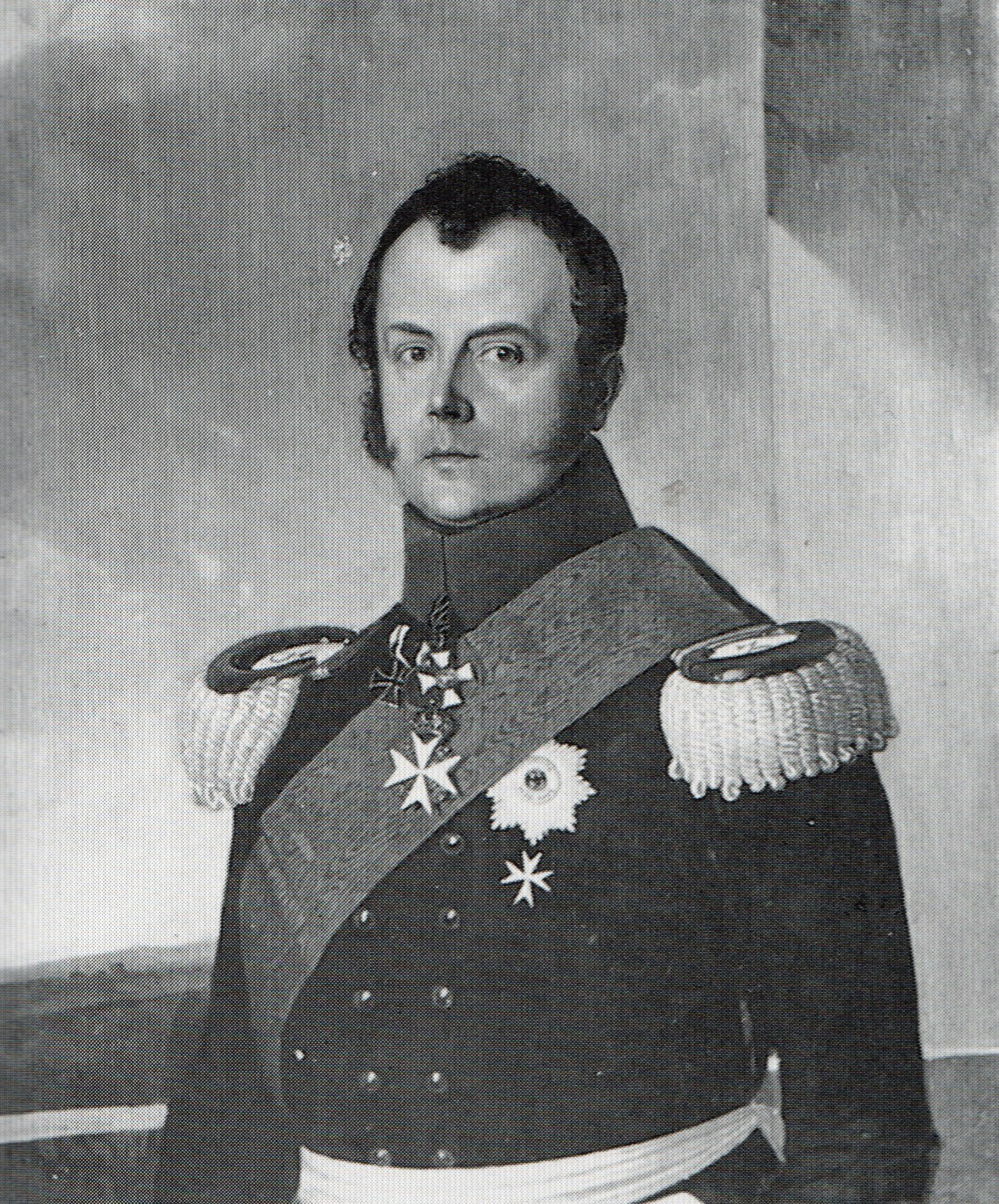
Prinz Heinrich von Preußen

Friedrich Heinrich Karl von Preußen (* 30. Dezember 1781 in Berlin; † 12. Juli 1846 in Rom) war ein preußischer Prinz, General der Infanterie und Großmeister des Johanniterordens.

## Leben
Heinrich war ein Sohn des Königs Friedrich Wilhelm II. von Preußen (1744–1797) aus dessen zweiter Ehe mit Friederike (1751–1805), Tochter des Landgrafen Ludwig IX. von Hessen-Darmstadt.
Heinrich wurde am 5. September 1795 als Fähnrich bei der Leibkompanie des I. Bataillons Garde eingestellt. Im weiteren Verlauf seiner Militärkarriere nahm er als Oberst am Feldzug 1806/07 gegen die Franzosen teil. In der Schlacht von Auerstedt überließ Gerhard von Scharnhorst ihm sein Pferd, weil sein eigenes getötet wurde. 1807 wurde er Chef des Infanterieregiments „von Schöning“. Am Feldzug 1813 beteiligte sich der Prinz im Hauptquartier des russischen Generals Wittgenstein. Nach Kriegsende erfolgte am 31. Mai 1815 seine Beförderung zum General der Infanterie.
Heinrich fungierte bereits seit 1800 als Koadjutor des letzten Herrenmeisters der Ballei Brandenburg des Johanniterordens in Sonnenburg Prinz August Ferdinand von Preußen. Die Ballei wurde 1811 aufgelöst. Heinrichs Bruder Friedrich Wilhelm III. stiftete im Jahr darauf den Königlich-Preußischen Johanniterorden. 1813 wurde Heinrich Herrenmeister der evangelischen Ballei Brandenburg des ritterlichen Hospitaliter-Ordens von St. Johannes von Jerusalem. Unter Heinrich wurde das Krankenhaus in Jüterbog und in Bukarest eine Diakonissenanstalt errichtet.
Heinrich lebte seit 1819 ständig in Rom. Dies hatte der König nur genehmigt, weil der stets kränkliche Heinrich bei einer Soirée in Ohnmacht gefallen war. Seine letzten 20 Lebensjahre verbrachte Heinrich bettlägerig. Sein Adjutant war lange Zeit Generalmajor Graf Friedrich Wilhelm von Lepel, auf den 1845 der spätere Generalfeldmarschall Helmuth Karl Bernhard von Moltke folgte.
Er war Ritter des Schwarzen Adlerordens, des Eisernen Kreuzes, des russischen Andreasordens, des Georgsordens und des Großkreuzes des Wladimirordens.
Heinrich wurde im Berliner Dom bestattet. Von 1849 bis 2022 war der Heinrichplatz in Berlin-Kreuzberg nach ihm benannt.

## Abstammung
| Friedrich I. (König in Preußen) ⚭ Sophie Charlotte | Friedrich I. (König in Preußen) ⚭ Sophie Charlotte | Friedrich I. (König in Preußen) ⚭ Sophie Charlotte | Friedrich I. (König in Preußen) ⚭ Sophie Charlotte | Friedrich I. (König in Preußen) ⚭ Sophie Charlotte | Friedrich I. (König in Preußen) ⚭ Sophie Charlotte |  |  | Georg I. (König von Großbritannien) ⚭ Sophie Dorothea | Georg I. (König von Großbritannien) ⚭ Sophie Dorothea | Georg I. (König von Großbritannien) ⚭ Sophie Dorothea | Georg I. (König von Großbritannien) ⚭ Sophie Dorothea | Georg I. (König von Großbritannien) ⚭ Sophie Dorothea | Georg I. (König von Großbritannien) ⚭ Sophie Dorothea |  |  | Ferdinand Albrecht I. (Herzog von Braunschweig-Wolfenbüttel-Bevern) ⚭ Christine | Ferdinand Albrecht I. (Herzog von Braunschweig-Wolfenbüttel-Bevern) ⚭ Christine | Ferdinand Albrecht I. (Herzog von Braunschweig-Wolfenbüttel-Bevern) ⚭ Christine | Ferdinand Albrecht I. (Herzog von Braunschweig-Wolfenbüttel-Bevern) ⚭ Christine | Ferdinand Albrecht I. (Herzog von Braunschweig-Wolfenbüttel-Bevern) ⚭ Christine | Ferdinand Albrecht I. (Herzog von Braunschweig-Wolfenbüttel-Bevern) ⚭ Christine |  |  | Ludwig Rudolf (Herzog von Braunschweig-Lüneburg) ⚭ Christine Luise | Ludwig Rudolf (Herzog von Braunschweig-Lüneburg) ⚭ Christine Luise | Ludwig Rudolf (Herzog von Braunschweig-Lüneburg) ⚭ Christine Luise | Ludwig Rudolf (Herzog von Braunschweig-Lüneburg) ⚭ Christine Luise | Ludwig Rudolf (Herzog von Braunschweig-Lüneburg) ⚭ Christine Luise | Ludwig Rudolf (Herzog von Braunschweig-Lüneburg) ⚭ Christine Luise |  |  | Ernst Ludwig (Landgraf von Hessen-Darmstadt) ⚭ Dorothea Charlotte | Ernst Ludwig (Landgraf von Hessen-Darmstadt) ⚭ Dorothea Charlotte | Ernst Ludwig (Landgraf von Hessen-Darmstadt) ⚭ Dorothea Charlotte | Ernst Ludwig (Landgraf von Hessen-Darmstadt) ⚭ Dorothea Charlotte | Ernst Ludwig (Landgraf von Hessen-Darmstadt) ⚭ Dorothea Charlotte | Ernst Ludwig (Landgraf von Hessen-Darmstadt) ⚭ Dorothea Charlotte |  |  | Johann Reinhard III. (Graf von Hanau-Lichtenberg) ⚭ Dorothea Friederike | Johann Reinhard III. (Graf von Hanau-Lichtenberg) ⚭ Dorothea Friederike | Johann Reinhard III. (Graf von Hanau-Lichtenberg) ⚭ Dorothea Friederike | Johann Reinhard III. (Graf von Hanau-Lichtenberg) ⚭ Dorothea Friederike | Johann Reinhard III. (Graf von Hanau-Lichtenberg) ⚭ Dorothea Friederike | Johann Reinhard III. (Graf von Hanau-Lichtenberg) ⚭ Dorothea Friederike |  |  | Christian II. (Pfalzgraf und Herzog von Pfalz-Zweibrücken-Birkenfeld) ⚭ Katharina Agathe | Christian II. (Pfalzgraf und Herzog von Pfalz-Zweibrücken-Birkenfeld) ⚭ Katharina Agathe | Christian II. (Pfalzgraf und Herzog von Pfalz-Zweibrücken-Birkenfeld) ⚭ Katharina Agathe | Christian II. (Pfalzgraf und Herzog von Pfalz-Zweibrücken-Birkenfeld) ⚭ Katharina Agathe | Christian II. (Pfalzgraf und Herzog von Pfalz-Zweibrücken-Birkenfeld) ⚭ Katharina Agathe | Christian II. (Pfalzgraf und Herzog von Pfalz-Zweibrücken-Birkenfeld) ⚭ Katharina Agathe |  |  | Ludwig Kraft (Graf von Saarbrücken und Saarwerden) ⚭ Philippine Henriette zu Hohenlohe-Langenburg | Ludwig Kraft (Graf von Saarbrücken und Saarwerden) ⚭ Philippine Henriette zu Hohenlohe-Langenburg | Ludwig Kraft (Graf von Saarbrücken und Saarwerden) ⚭ Philippine Henriette zu Hohenlohe-Langenburg | Ludwig Kraft (Graf von Saarbrücken und Saarwerden) ⚭ Philippine Henriette zu Hohenlohe-Langenburg | Ludwig Kraft (Graf von Saarbrücken und Saarwerden) ⚭ Philippine Henriette zu Hohenlohe-Langenburg | Ludwig Kraft (Graf von Saarbrücken und Saarwerden) ⚭ Philippine Henriette zu Hohenlohe-Langenburg |  |  |  |  |  |  |  |  |  |  |  |  |  |  |  |  |  |  |  |  |  |  |  |  |  |  |  |  |  |  |  |  |  |  |  |  |  |  |  |  |  |  |  |  |  |  |  |  |
| Friedrich I. (König in Preußen) ⚭ Sophie Charlotte | Friedrich I. (König in Preußen) ⚭ Sophie Charlotte | Friedrich I. (König in Preußen) ⚭ Sophie Charlotte | Friedrich I. (König in Preußen) ⚭ Sophie Charlotte | Friedrich I. (König in Preußen) ⚭ Sophie Charlotte | Friedrich I. (König in Preußen) ⚭ Sophie Charlotte |  |  | Georg I. (König von Großbritannien) ⚭ Sophie Dorothea | Georg I. (König von Großbritannien) ⚭ Sophie Dorothea | Georg I. (König von Großbritannien) ⚭ Sophie Dorothea | Georg I. (König von Großbritannien) ⚭ Sophie Dorothea | Georg I. (König von Großbritannien) ⚭ Sophie Dorothea | Georg I. (König von Großbritannien) ⚭ Sophie Dorothea |  |  | Ferdinand Albrecht I. (Herzog von Braunschweig-Wolfenbüttel-Bevern) ⚭ Christine | Ferdinand Albrecht I. (Herzog von Braunschweig-Wolfenbüttel-Bevern) ⚭ Christine | Ferdinand Albrecht I. (Herzog von Braunschweig-Wolfenbüttel-Bevern) ⚭ Christine | Ferdinand Albrecht I. (Herzog von Braunschweig-Wolfenbüttel-Bevern) ⚭ Christine | Ferdinand Albrecht I. (Herzog von Braunschweig-Wolfenbüttel-Bevern) ⚭ Christine | Ferdinand Albrecht I. (Herzog von Braunschweig-Wolfenbüttel-Bevern) ⚭ Christine |  |  | Ludwig Rudolf (Herzog von Braunschweig-Lüneburg) ⚭ Christine Luise | Ludwig Rudolf (Herzog von Braunschweig-Lüneburg) ⚭ Christine Luise | Ludwig Rudolf (Herzog von Braunschweig-Lüneburg) ⚭ Christine Luise | Ludwig Rudolf (Herzog von Braunschweig-Lüneburg) ⚭ Christine Luise | Ludwig Rudolf (Herzog von Braunschweig-Lüneburg) ⚭ Christine Luise | Ludwig Rudolf (Herzog von Braunschweig-Lüneburg) ⚭ Christine Luise |  |  | Ernst Ludwig (Landgraf von Hessen-Darmstadt) ⚭ Dorothea Charlotte | Ernst Ludwig (Landgraf von Hessen-Darmstadt) ⚭ Dorothea Charlotte | Ernst Ludwig (Landgraf von Hessen-Darmstadt) ⚭ Dorothea Charlotte | Ernst Ludwig (Landgraf von Hessen-Darmstadt) ⚭ Dorothea Charlotte | Ernst Ludwig (Landgraf von Hessen-Darmstadt) ⚭ Dorothea Charlotte | Ernst Ludwig (Landgraf von Hessen-Darmstadt) ⚭ Dorothea Charlotte |  |  | Johann Reinhard III. (Graf von Hanau-Lichtenberg) ⚭ Dorothea Friederike | Johann Reinhard III. (Graf von Hanau-Lichtenberg) ⚭ Dorothea Friederike | Johann Reinhard III. (Graf von Hanau-Lichtenberg) ⚭ Dorothea Friederike | Johann Reinhard III. (Graf von Hanau-Lichtenberg) ⚭ Dorothea Friederike | Johann Reinhard III. (Graf von Hanau-Lichtenberg) ⚭ Dorothea Friederike | Johann Reinhard III. (Graf von Hanau-Lichtenberg) ⚭ Dorothea Friederike |  |  | Christian II. (Pfalzgraf und Herzog von Pfalz-Zweibrücken-Birkenfeld) ⚭ Katharina Agathe | Christian II. (Pfalzgraf und Herzog von Pfalz-Zweibrücken-Birkenfeld) ⚭ Katharina Agathe | Christian II. (Pfalzgraf und Herzog von Pfalz-Zweibrücken-Birkenfeld) ⚭ Katharina Agathe | Christian II. (Pfalzgraf und Herzog von Pfalz-Zweibrücken-Birkenfeld) ⚭ Katharina Agathe | Christian II. (Pfalzgraf und Herzog von Pfalz-Zweibrücken-Birkenfeld) ⚭ Katharina Agathe | Christian II. (Pfalzgraf und Herzog von Pfalz-Zweibrücken-Birkenfeld) ⚭ Katharina Agathe |  |  | Ludwig Kraft (Graf von Saarbrücken und Saarwerden) ⚭ Philippine Henriette zu Hohenlohe-Langenburg | Ludwig Kraft (Graf von Saarbrücken und Saarwerden) ⚭ Philippine Henriette zu Hohenlohe-Langenburg | Ludwig Kraft (Graf von Saarbrücken und Saarwerden) ⚭ Philippine Henriette zu Hohenlohe-Langenburg | Ludwig Kraft (Graf von Saarbrücken und Saarwerden) ⚭ Philippine Henriette zu Hohenlohe-Langenburg | Ludwig Kraft (Graf von Saarbrücken und Saarwerden) ⚭ Philippine Henriette zu Hohenlohe-Langenburg | Ludwig Kraft (Graf von Saarbrücken und Saarwerden) ⚭ Philippine Henriette zu Hohenlohe-Langenburg |  |  |  |  |  |  |  |  |  |  |  |  |  |  |  |  |  |  |  |  |  |  |  |  |  |  |  |  |  |  |  |  |  |  |  |  |  |  |  |  |  |  |  |  |  |  |  |  |
| Friedrich Wilhelm I. (König in Preußen)            | Friedrich Wilhelm I. (König in Preußen)            | Friedrich Wilhelm I. (König in Preußen)            | Friedrich Wilhelm I. (König in Preußen)            | Friedrich Wilhelm I. (König in Preußen)            | Friedrich Wilhelm I. (König in Preußen)            |  |  | Sophie Dorothea                                       | Sophie Dorothea                                       | Sophie Dorothea                                       | Sophie Dorothea                                       | Sophie Dorothea                                       | Sophie Dorothea                                       |  |  | Ferdinand Albrecht II. (Herzog von Braunschweig-Wolfenbüttel)                   | Ferdinand Albrecht II. (Herzog von Braunschweig-Wolfenbüttel)                   | Ferdinand Albrecht II. (Herzog von Braunschweig-Wolfenbüttel)                   | Ferdinand Albrecht II. (Herzog von Braunschweig-Wolfenbüttel)                   | Ferdinand Albrecht II. (Herzog von Braunschweig-Wolfenbüttel)                   | Ferdinand Albrecht II. (Herzog von Braunschweig-Wolfenbüttel)                   |  |  | Antoinette Amalie                                                  | Antoinette Amalie                                                  | Antoinette Amalie                                                  | Antoinette Amalie                                                  | Antoinette Amalie                                                  | Antoinette Amalie                                                  |  |  | Ludwig VIII. (Landgraf von Hessen-Darmstadt)                      | Ludwig VIII. (Landgraf von Hessen-Darmstadt)                      | Ludwig VIII. (Landgraf von Hessen-Darmstadt)                      | Ludwig VIII. (Landgraf von Hessen-Darmstadt)                      | Ludwig VIII. (Landgraf von Hessen-Darmstadt)                      | Ludwig VIII. (Landgraf von Hessen-Darmstadt)                      |  |  | Charlotte                                                               | Charlotte                                                               | Charlotte                                                               | Charlotte                                                               | Charlotte                                                               | Charlotte                                                               |  |  | Christian III. (Herzog von Pfalz-Zweibrücken)                                            | Christian III. (Herzog von Pfalz-Zweibrücken)                                            | Christian III. (Herzog von Pfalz-Zweibrücken)                                            | Christian III. (Herzog von Pfalz-Zweibrücken)                                            | Christian III. (Herzog von Pfalz-Zweibrücken)                                            | Christian III. (Herzog von Pfalz-Zweibrücken)                                            |  |  | Karoline                                                                                          | Karoline                                                                                          | Karoline                                                                                          | Karoline                                                                                          | Karoline                                                                                          | Karoline                                                                                          |  |  |  |  |  |  |  |  |  |  |  |  |  |  |  |  |  |  |  |  |  |  |  |  |  |  |  |  |  |  |  |  |  |  |  |  |  |  |  |  |  |  |  |  |  |  |  |  |
| Friedrich Wilhelm I. (König in Preußen)            | Friedrich Wilhelm I. (König in Preußen)            | Friedrich Wilhelm I. (König in Preußen)            | Friedrich Wilhelm I. (König in Preußen)            | Friedrich Wilhelm I. (König in Preußen)            | Friedrich Wilhelm I. (König in Preußen)            |  |  | Sophie Dorothea                                       | Sophie Dorothea                                       | Sophie Dorothea                                       | Sophie Dorothea                                       | Sophie Dorothea                                       | Sophie Dorothea                                       |  |  | Ferdinand Albrecht II. (Herzog von Braunschweig-Wolfenbüttel)                   | Ferdinand Albrecht II. (Herzog von Braunschweig-Wolfenbüttel)                   | Ferdinand Albrecht II. (Herzog von Braunschweig-Wolfenbüttel)                   | Ferdinand Albrecht II. (Herzog von Braunschweig-Wolfenbüttel)                   | Ferdinand Albrecht II. (Herzog von Braunschweig-Wolfenbüttel)                   | Ferdinand Albrecht II. (Herzog von Braunschweig-Wolfenbüttel)                   |  |  | Antoinette Amalie                                                  | Antoinette Amalie                                                  | Antoinette Amalie                                                  | Antoinette Amalie                                                  | Antoinette Amalie                                                  | Antoinette Amalie                                                  |  |  | Ludwig VIII. (Landgraf von Hessen-Darmstadt)                      | Ludwig VIII. (Landgraf von Hessen-Darmstadt)                      | Ludwig VIII. (Landgraf von Hessen-Darmstadt)                      | Ludwig VIII. (Landgraf von Hessen-Darmstadt)                      | Ludwig VIII. (Landgraf von Hessen-Darmstadt)                      | Ludwig VIII. (Landgraf von Hessen-Darmstadt)                      |  |  | Charlotte                                                               | Charlotte                                                               | Charlotte                                                               | Charlotte                                                               | Charlotte                                                               | Charlotte                                                               |  |  | Christian III. (Herzog von Pfalz-Zweibrücken)                                            | Christian III. (Herzog von Pfalz-Zweibrücken)                                            | Christian III. (Herzog von Pfalz-Zweibrücken)                                            | Christian III. (Herzog von Pfalz-Zweibrücken)                                            | Christian III. (Herzog von Pfalz-Zweibrücken)                                            | Christian III. (Herzog von Pfalz-Zweibrücken)                                            |  |  | Karoline                                                                                          | Karoline                                                                                          | Karoline                                                                                          | Karoline                                                                                          | Karoline                                                                                          | Karoline                                                                                          |  |  |  |  |  |  |  |  |  |  |  |  |  |  |  |  |  |  |  |  |  |  |  |  |  |  |  |  |  |  |  |  |  |  |  |  |  |  |  |  |  |  |  |  |  |  |  |  |
|                                                    |                                                    |                                                    |                                                    |                                                    |                                                    |  |  |                                                       |                                                       |                                                       |                                                       |                                                       |                                                       |  |  |                                                                                 |                                                                                 |                                                                                 |                                                                                 |                                                                                 |                                                                                 |  |  |                                                                    |                                                                    |                                                                    |                                                                    |                                                                    |                                                                    |  |  |                                                                   |                                                                   |                                                                   |                                                                   |                                                                   |                                                                   |  |  |                                                                         |                                                                         |                                                                         |                                                                         |                                                                         |                                                                         |  |  |                                                                                          |                                                                                          |                                                                                          |                                                                                          |                                                                                          |                                                                                          |  |  |                                                                                                   |                                                                                                   |                                                                                                   |                                                                                                   |                                                                                                   |                                                                                                   |  |  |  |  |  |  |  |  |  |  |  |  |  |  |  |  |  |  |  |  |  |  |  |  |  |  |  |  |  |  |  |  |  |  |  |  |  |  |  |  |  |  |  |  |  |  |  |  |
|                                                    |                                                    |                                                    |                                                    |                                                    |                                                    |  |  |                                                       |                                                       |                                                       |                                                       |                                                       |                                                       |  |  |                                                                                 |                                                                                 |                                                                                 |                                                                                 |                                                                                 |                                                                                 |  |  |                                                                    |                                                                    |                                                                    |                                                                    |                                                                    |                                                                    |  |  |                                                                   |                                                                   |                                                                   |                                                                   |                                                                   |                                                                   |  |  |                                                                         |                                                                         |                                                                         |                                                                         |                                                                         |                                                                         |  |  |                                                                                          |                                                                                          |                                                                                          |                                                                                          |                                                                                          |                                                                                          |  |  |                                                                                                   |                                                                                                   |                                                                                                   |                                                                                                   |                                                                                                   |                                                                                                   |  |  |  |  |  |  |  |  |  |  |  |  |  |  |  |  |  |  |  |  |  |  |  |  |  |  |  |  |  |  |  |  |  |  |  |  |  |  |  |  |  |  |  |  |  |  |  |  |
| Friedrich II. (König von Preußen)                  | Friedrich II. (König von Preußen)                  | Friedrich II. (König von Preußen)                  | Friedrich II. (König von Preußen)                  | Friedrich II. (König von Preußen)                  | Friedrich II. (König von Preußen)                  |  |  | August Wilhelm (Prinz von Preußen)                    | August Wilhelm (Prinz von Preußen)                    | August Wilhelm (Prinz von Preußen)                    | August Wilhelm (Prinz von Preußen)                    | August Wilhelm (Prinz von Preußen)                    | August Wilhelm (Prinz von Preußen)                    |  |  | Luise Amalie (Prinzessin von Preußen)                                           | Luise Amalie (Prinzessin von Preußen)                                           | Luise Amalie (Prinzessin von Preußen)                                           | Luise Amalie (Prinzessin von Preußen)                                           | Luise Amalie (Prinzessin von Preußen)                                           | Luise Amalie (Prinzessin von Preußen)                                           |  |  |                                                                    |                                                                    |                                                                    |                                                                    |                                                                    |                                                                    |  |  |                                                                   |                                                                   |                                                                   |                                                                   |                                                                   |                                                                   |  |  | Ludwig IX. (Landgraf von Hessen-Darmstadt)                              | Ludwig IX. (Landgraf von Hessen-Darmstadt)                              | Ludwig IX. (Landgraf von Hessen-Darmstadt)                              | Ludwig IX. (Landgraf von Hessen-Darmstadt)                              | Ludwig IX. (Landgraf von Hessen-Darmstadt)                              | Ludwig IX. (Landgraf von Hessen-Darmstadt)                              |  |  | Karoline (Landgräfin von Hessen-Darmstadt)                                               | Karoline (Landgräfin von Hessen-Darmstadt)                                               | Karoline (Landgräfin von Hessen-Darmstadt)                                               | Karoline (Landgräfin von Hessen-Darmstadt)                                               | Karoline (Landgräfin von Hessen-Darmstadt)                                               | Karoline (Landgräfin von Hessen-Darmstadt)                                               |  |  |                                                                                                   |                                                                                                   |                                                                                                   |                                                                                                   |                                                                                                   |                                                                                                   |  |  |  |  |  |  |  |  |  |  |  |  |  |  |  |  |  |  |  |  |  |  |  |  |  |  |  |  |  |  |  |  |  |  |  |  |  |  |  |  |  |  |  |  |  |  |  |  |
| Friedrich II. (König von Preußen)                  | Friedrich II. (König von Preußen)                  | Friedrich II. (König von Preußen)                  | Friedrich II. (König von Preußen)                  | Friedrich II. (König von Preußen)                  | Friedrich II. (König von Preußen)                  |  |  | August Wilhelm (Prinz von Preußen)                    | August Wilhelm (Prinz von Preußen)                    | August Wilhelm (Prinz von Preußen)                    | August Wilhelm (Prinz von Preußen)                    | August Wilhelm (Prinz von Preußen)                    | August Wilhelm (Prinz von Preußen)                    |  |  | Luise Amalie (Prinzessin von Preußen)                                           | Luise Amalie (Prinzessin von Preußen)                                           | Luise Amalie (Prinzessin von Preußen)                                           | Luise Amalie (Prinzessin von Preußen)                                           | Luise Amalie (Prinzessin von Preußen)                                           | Luise Amalie (Prinzessin von Preußen)                                           |  |  |                                                                    |                                                                    |                                                                    |                                                                    |                                                                    |                                                                    |  |  |                                                                   |                                                                   |                                                                   |                                                                   |                                                                   |                                                                   |  |  | Ludwig IX. (Landgraf von Hessen-Darmstadt)                              | Ludwig IX. (Landgraf von Hessen-Darmstadt)                              | Ludwig IX. (Landgraf von Hessen-Darmstadt)                              | Ludwig IX. (Landgraf von Hessen-Darmstadt)                              | Ludwig IX. (Landgraf von Hessen-Darmstadt)                              | Ludwig IX. (Landgraf von Hessen-Darmstadt)                              |  |  | Karoline (Landgräfin von Hessen-Darmstadt)                                               | Karoline (Landgräfin von Hessen-Darmstadt)                                               | Karoline (Landgräfin von Hessen-Darmstadt)                                               | Karoline (Landgräfin von Hessen-Darmstadt)                                               | Karoline (Landgräfin von Hessen-Darmstadt)                                               | Karoline (Landgräfin von Hessen-Darmstadt)                                               |  |  |                                                                                                   |                                                                                                   |                                                                                                   |                                                                                                   |                                                                                                   |                                                                                                   |  |  |  |  |  |  |  |  |  |  |  |  |  |  |  |  |  |  |  |  |  |  |  |  |  |  |  |  |  |  |  |  |  |  |  |  |  |  |  |  |  |  |  |  |  |  |  |  |
|                                                    |                                                    |                                                    |                                                    |                                                    |                                                    |  |  |                                                       |                                                       |                                                       |                                                       |                                                       |                                                       |  |  |                                                                                 |                                                                                 |                                                                                 |                                                                                 |                                                                                 |                                                                                 |  |  |                                                                    |                                                                    |                                                                    |                                                                    |                                                                    |                                                                    |  |  |                                                                   |                                                                   |                                                                   |                                                                   |                                                                   |                                                                   |  |  |                                                                         |                                                                         |                                                                         |                                                                         |                                                                         |                                                                         |  |  |                                                                                          |                                                                                          |                                                                                          |                                                                                          |                                                                                          |                                                                                          |  |  |                                                                                                   |                                                                                                   |                                                                                                   |                                                                                                   |                                                                                                   |                                                                                                   |  |  |  |  |  |  |  |  |  |  |  |  |  |  |  |  |  |  |  |  |  |  |  |  |  |  |  |  |  |  |  |  |  |  |  |  |  |  |  |  |  |  |  |  |  |  |  |  |
|                                                    |                                                    |                                                    |                                                    |                                                    |                                                    |  |  |                                                       |                                                       |                                                       |                                                       |                                                       |                                                       |  |  |                                                                                 |                                                                                 |                                                                                 |                                                                                 |                                                                                 |                                                                                 |  |  |                                                                    |                                                                    |                                                                    |                                                                    |                                                                    |                                                                    |  |  |                                                                   |                                                                   |                                                                   |                                                                   |                                                                   |                                                                   |  |  |                                                                         |                                                                         |                                                                         |                                                                         |                                                                         |                                                                         |  |  |                                                                                          |                                                                                          |                                                                                          |                                                                                          |                                                                                          |                                                                                          |  |  |                                                                                                   |                                                                                                   |                                                                                                   |                                                                                                   |                                                                                                   |                                                                                                   |  |  |  |  |  |  |  |  |  |  |  |  |  |  |  |  |  |  |  |  |  |  |  |  |  |  |  |  |  |  |  |  |  |  |  |  |  |  |  |  |  |  |  |  |  |  |  |  |
|                                                    |                                                    |                                                    |                                                    |                                                    |                                                    |  |  | Wilhelmine (Erbstatthalterin der Niederlande)         | Wilhelmine (Erbstatthalterin der Niederlande)         | Wilhelmine (Erbstatthalterin der Niederlande)         | Wilhelmine (Erbstatthalterin der Niederlande)         | Wilhelmine (Erbstatthalterin der Niederlande)         | Wilhelmine (Erbstatthalterin der Niederlande)         |  |  | Heinrich (preußischer Offizier)                                                 | Heinrich (preußischer Offizier)                                                 | Heinrich (preußischer Offizier)                                                 | Heinrich (preußischer Offizier)                                                 | Heinrich (preußischer Offizier)                                                 | Heinrich (preußischer Offizier)                                                 |  |  | Friedrich Wilhelm II. (König von Preußen)                          | Friedrich Wilhelm II. (König von Preußen)                          | Friedrich Wilhelm II. (König von Preußen)                          | Friedrich Wilhelm II. (König von Preußen)                          | Friedrich Wilhelm II. (König von Preußen)                          | Friedrich Wilhelm II. (König von Preußen)                          |  |  | Friederike Luise (Königin von Preußen)                            | Friederike Luise (Königin von Preußen)                            | Friederike Luise (Königin von Preußen)                            | Friederike Luise (Königin von Preußen)                            | Friederike Luise (Königin von Preußen)                            | Friederike Luise (Königin von Preußen)                            |  |  |                                                                         |                                                                         |                                                                         |                                                                         |                                                                         |                                                                         |  |  |                                                                                          |                                                                                          |                                                                                          |                                                                                          |                                                                                          |                                                                                          |  |  |                                                                                                   |                                                                                                   |                                                                                                   |                                                                                                   |                                                                                                   |                                                                                                   |  |  |  |  |  |  |  |  |  |  |  |  |  |  |  |  |  |  |  |  |  |  |  |  |  |  |  |  |  |  |  |  |  |  |  |  |  |  |  |  |  |  |  |  |  |  |  |  |
|                                                    |                                                    |                                                    |                                                    |                                                    |                                                    |  |  | Wilhelmine (Erbstatthalterin der Niederlande)         | Wilhelmine (Erbstatthalterin der Niederlande)         | Wilhelmine (Erbstatthalterin der Niederlande)         | Wilhelmine (Erbstatthalterin der Niederlande)         | Wilhelmine (Erbstatthalterin der Niederlande)         | Wilhelmine (Erbstatthalterin der Niederlande)         |  |  | Heinrich (preußischer Offizier)                                                 | Heinrich (preußischer Offizier)                                                 | Heinrich (preußischer Offizier)                                                 | Heinrich (preußischer Offizier)                                                 | Heinrich (preußischer Offizier)                                                 | Heinrich (preußischer Offizier)                                                 |  |  | Friedrich Wilhelm II. (König von Preußen)                          | Friedrich Wilhelm II. (König von Preußen)                          | Friedrich Wilhelm II. (König von Preußen)                          | Friedrich Wilhelm II. (König von Preußen)                          | Friedrich Wilhelm II. (König von Preußen)                          | Friedrich Wilhelm II. (König von Preußen)                          |  |  | Friederike Luise (Königin von Preußen)                            | Friederike Luise (Königin von Preußen)                            | Friederike Luise (Königin von Preußen)                            | Friederike Luise (Königin von Preußen)                            | Friederike Luise (Königin von Preußen)                            | Friederike Luise (Königin von Preußen)                            |  |  |                                                                         |                                                                         |                                                                         |                                                                         |                                                                         |                                                                         |  |  |                                                                                          |                                                                                          |                                                                                          |                                                                                          |                                                                                          |                                                                                          |  |  |                                                                                                   |                                                                                                   |                                                                                                   |                                                                                                   |                                                                                                   |                                                                                                   |  |  |  |  |  |  |  |  |  |  |  |  |  |  |  |  |  |  |  |  |  |  |  |  |  |  |  |  |  |  |  |  |  |  |  |  |  |  |  |  |  |  |  |  |  |  |  |  |
|                                                    |                                                    |                                                    |                                                    |                                                    |                                                    |  |  |                                                       |                                                       |                                                       |                                                       |                                                       |                                                       |  |  |                                                                                 |                                                                                 |                                                                                 |                                                                                 |                                                                                 |                                                                                 |  |  |                                                                    |                                                                    |                                                                    |                                                                    |                                                                    |                                                                    |  |  |                                                                   |                                                                   |                                                                   |                                                                   |                                                                   |                                                                   |  |  |                                                                         |                                                                         |                                                                         |                                                                         |                                                                         |                                                                         |  |  |                                                                                          |                                                                                          |                                                                                          |                                                                                          |                                                                                          |                                                                                          |  |  |                                                                                                   |                                                                                                   |                                                                                                   |                                                                                                   |                                                                                                   |                                                                                                   |  |  |  |  |  |  |  |  |  |  |  |  |  |  |  |  |  |  |  |  |  |  |  |  |  |  |  |  |  |  |  |  |  |  |  |  |  |  |  |  |  |  |  |  |  |  |  |  |
|                                                    |                                                    |                                                    |                                                    |                                                    |                                                    |  |  |                                                       |                                                       |                                                       |                                                       |                                                       |                                                       |  |  |                                                                                 |                                                                                 |                                                                                 |                                                                                 |                                                                                 |                                                                                 |  |  |                                                                    |                                                                    |                                                                    |                                                                    |                                                                    |                                                                    |  |  |                                                                   |                                                                   |                                                                   |                                                                   |                                                                   |                                                                   |  |  |                                                                         |                                                                         |                                                                         |                                                                         |                                                                         |                                                                         |  |  |                                                                                          |                                                                                          |                                                                                          |                                                                                          |                                                                                          |                                                                                          |  |  |                                                                                                   |                                                                                                   |                                                                                                   |                                                                                                   |                                                                                                   |                                                                                                   |  |  |  |  |  |  |  |  |  |  |  |  |  |  |  |  |  |  |  |  |  |  |  |  |  |  |  |  |  |  |  |  |  |  |  |  |  |  |  |  |  |  |  |  |  |  |  |  |
|                                                    |                                                    |                                                    |                                                    |                                                    |                                                    |  |  | Friedrich Wilhelm III. (König von Preußen)            | Friedrich Wilhelm III. (König von Preußen)            | Friedrich Wilhelm III. (König von Preußen)            | Friedrich Wilhelm III. (König von Preußen)            | Friedrich Wilhelm III. (König von Preußen)            | Friedrich Wilhelm III. (König von Preußen)            |  |  | Ludwig (preußischer Generalmajor)                                               | Ludwig (preußischer Generalmajor)                                               | Ludwig (preußischer Generalmajor)                                               | Ludwig (preußischer Generalmajor)                                               | Ludwig (preußischer Generalmajor)                                               | Ludwig (preußischer Generalmajor)                                               |  |  | Wilhelmine (Königin der Niederlande)                               | Wilhelmine (Königin der Niederlande)                               | Wilhelmine (Königin der Niederlande)                               | Wilhelmine (Königin der Niederlande)                               | Wilhelmine (Königin der Niederlande)                               | Wilhelmine (Königin der Niederlande)                               |  |  | Auguste (Kurfürstin von Hessen-Kassel)                            | Auguste (Kurfürstin von Hessen-Kassel)                            | Auguste (Kurfürstin von Hessen-Kassel)                            | Auguste (Kurfürstin von Hessen-Kassel)                            | Auguste (Kurfürstin von Hessen-Kassel)                            | Auguste (Kurfürstin von Hessen-Kassel)                            |  |  | Heinrich                                                                | Heinrich                                                                | Heinrich                                                                | Heinrich                                                                | Heinrich                                                                | Heinrich                                                                |  |  | Wilhelm (Generalgouverneur der Rheinprovinz und Westfalens)                              | Wilhelm (Generalgouverneur der Rheinprovinz und Westfalens)                              | Wilhelm (Generalgouverneur der Rheinprovinz und Westfalens)                              | Wilhelm (Generalgouverneur der Rheinprovinz und Westfalens)                              | Wilhelm (Generalgouverneur der Rheinprovinz und Westfalens)                              | Wilhelm (Generalgouverneur der Rheinprovinz und Westfalens)                              |  |  |                                                                                                   |                                                                                                   |                                                                                                   |                                                                                                   |                                                                                                   |                                                                                                   |  |  |  |  |  |  |  |  |  |  |  |  |  |  |  |  |  |  |  |  |  |  |  |  |  |  |  |  |  |  |  |  |  |  |  |  |  |  |  |  |  |  |  |  |  |  |  |  |